# Christian Friedrich Feldmann (Politiker)
Christian Friedrich Feldmann (* 5. August 1813 in Bremen; † 3. Mai 1883 in Bremen) war ein deutscher Pädagoge, Politiker und Bremer Senator.

## Biografie
Feldmann erhielt eine Ausbildung als Lehrer. Danach reiste er und war für von 1936 bis 1937 in Paris als Lehrer tätig und er vertiefte seine Sprachkenntnisse. Er kehrte 1837 nach Bremen zurück und reiste 1840 nach Madrid um die spanische Sprache zu studieren. In Bremen war er ab 1841 Leiter eines Privatinstituts und danach Lehrer an der Handelsschule in Bremen.
Noch vor 1848 gehörte Feldmann dem zumeist von Lehrern besetzten Diskussionszirkel Euphrosyne und dem Bremer Bürgerverein an. Als Mitverfasser der Bremer März-Petition übernahm er vom Zigarrenfabrikant Wilhelm Brandt im März 1848 die Leitung der Vereinigung und wandelte sie in einen politischen Verein um, mit den Zielen der Reform der Gesellschaft von Unten, der Emanzipation des Mittelstandes durch Bildung, der politischen Gleichberechtigung und der Parlamentarisierung. In der Revolution von 1848/49 vertrat er in Bremen die Position des Bremer Radikalismus. Er beteiligte sich intensiv an der Bremer Verfassungsdiskussion und wurde im März 1849 Mitglied und Präsident der Bremer Bürgerschaft. Am 6. Oktober 1849 wurde er in den Senat der Freien Hansestadt Bremen gewählt. Er war vor allem für Gewerbe- und Schulangelegenheiten zuständig. 1854/55 führte er den Vorsitz bei der Gewerbekammer Bremen. Auch nachdem die Revolution 1852 in Bremen endgültig gescheitert war blieb er bis 1878 Senator.
Ehrungen
Die Feldmannstraße in Bremen-Oberneuland wurde nach ihm benannt.